# Wiedenfelsen

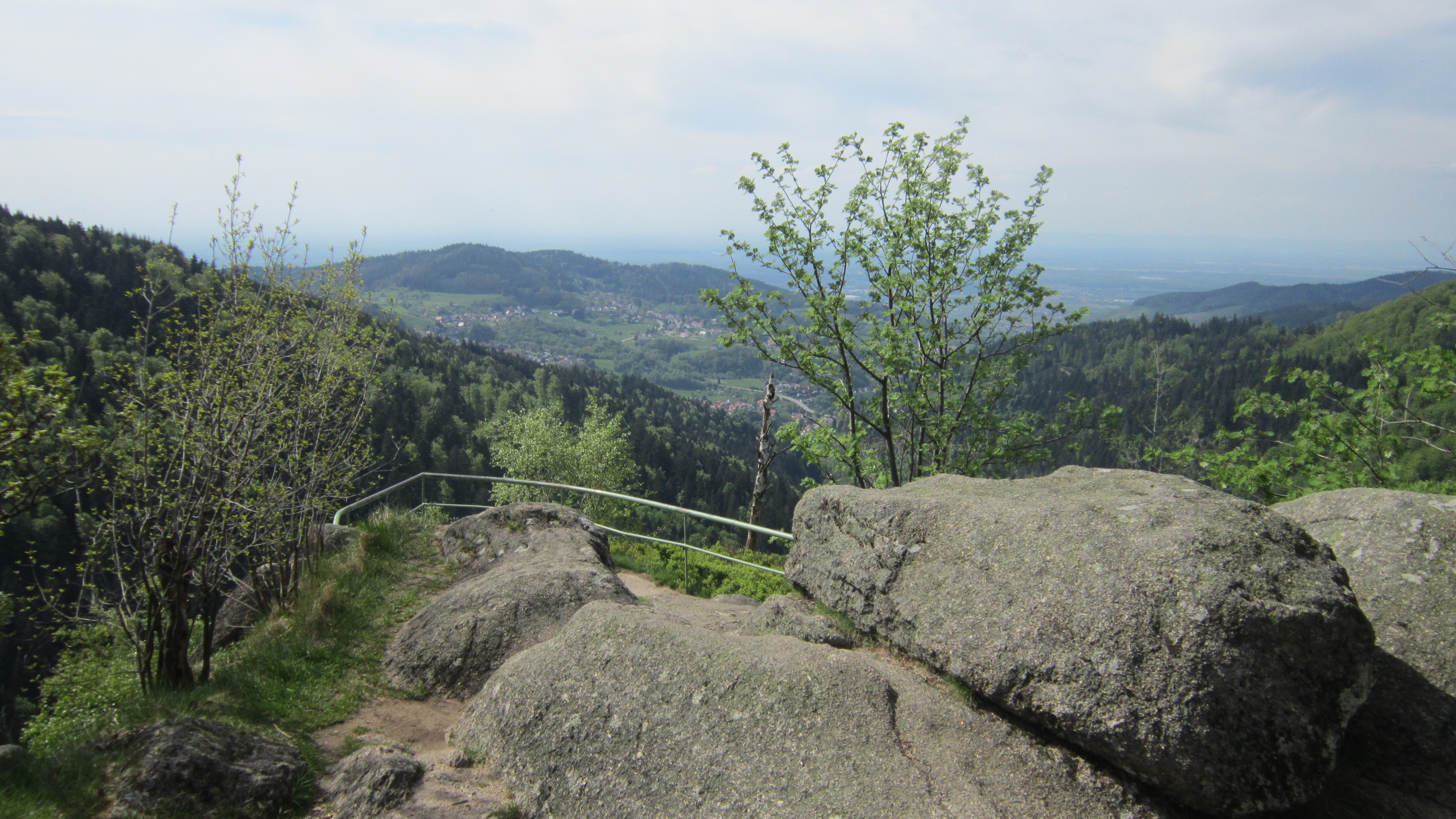
Blick vom Felsen über Bühlertal zur Oberrheinebene

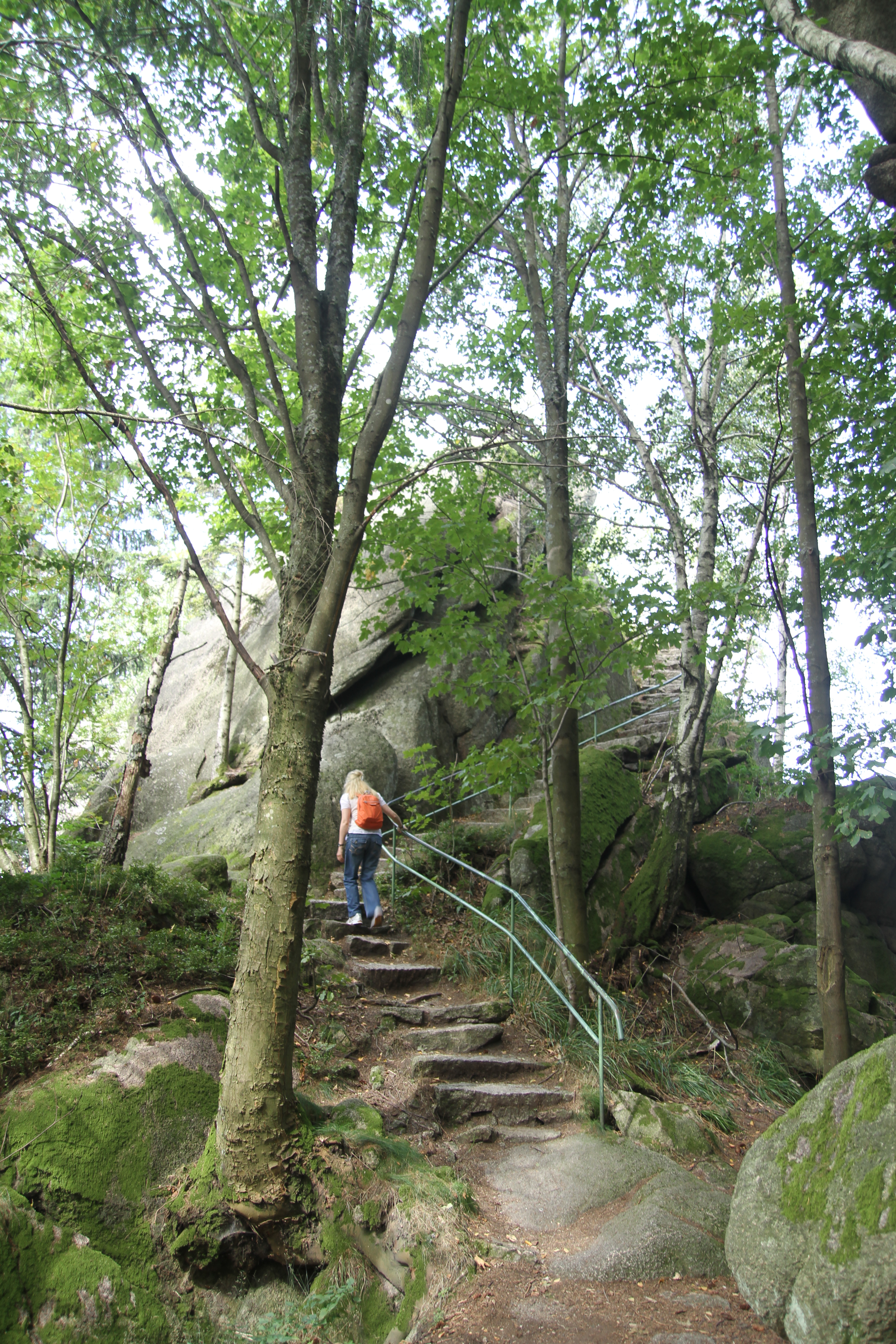
Aufstieg zum Wiedenfelsen

Der Wiedenfelsen ist eine aus Granit bestehende Felsformation am Westabhang des Nordschwarzwalds. Er befindet sich unterhalb der Schwarzwaldhochstraße auf knapp 700 m Höhe an der L 83 zwischen Sand und Bühlertal.
Der Wiedenfelsen besteht aus zwei ca. 30 m aus der Umgebung herausragenden Felsen. Die Felsblöcke im Bühlertalgranit zeigen hierbei einen für diese Gegend typischen Blockzerfall, bei dem es zu runden Felsformen kommt (siehe Wollsackverwitterung). Sie sind als Naturdenkmal ausgewiesen. Der Wiedenfelsen ist außerdem als Geotop geschützt.
Unmittelbar benachbart ist das Haus Wiedenfelsen, ein ehemaliges Hotel und Kurhaus. Es gehört als Wohnplatz zu Bühlertal-Obertal. Daneben liegt ein beliebter Wanderparkplatz zu den Gertelbachfällen, der Bühlerhöhe, der Freiluft-Kunsteisbahn Wiedenfelsen und anderen Zielen. Auf den Felsen selbst führt ein kurzer Weg vom Parkplatz, der an einem Aussichtspunkt über das ganze Bühlertal endet. An den Felsen gibt es mehrere Kletterrouten der Schwierigkeitsgrade V–VII.